# Marcos Aguinis
Marcos Aguinis, né le 13 janvier 1935 à Córdoba en Argentine, est un  écrivain argentin qui a reçu plusieurs prix internationaux prestigieux.
Il a suivi des études en littérature, médecine, musique, psychanalyse, arts et histoire. Son travail et ses réflexions sont centrées sur les notions d'indépendance, la démocratie et le rejet de l'autoritarisme. Membre actif du libéralisme, il participe à des séminaires et des conférences de la Fondation Liberté organisés par Mario Vargas Llosa.

## Biographie
Marcos Aguinis a suivi une formation académique approfondie. De plus, il a dit : « J'ai parcouru le monde, mais j'ai aussi voyagé à travers diverses professions ».[réf. souhaitée]
Il publie son premier livre en 1963. Il a depuis publié quatorze romans, dix-sept livres d'essais, quatre livres d'histoires courtes et deux biographies.
Ces dernières années, tous ses titres sont devenus des livres à succès.
Il a écrit des articles sur un large éventail de sujets dans des journaux et magazines en Amérique latine, aux États-Unis et en Europe. Il a donné des centaines de conférences et de cours dans les domaines de l'éducation, l'art, la science et la politique en Allemagne, Espagne, États-Unis, France, Israël, la Russie , Italie et dans presque tous les pays d'Amérique latine.
Lorsque la démocratie a été restaurée en Argentine en décembre 1983, Marcos Aguinis a été nommé sous-secrétaire puis secrétaire de la culture de la nation. Il a conduit la fameuse saison culturelle qui a animé le pays. Il a créé le PRONDEC (Programme national pour la démocratisation de la culture), qui a gagné le soutien de l'UNESCO et des Nations unies, et a lancé d'intenses activités participatives pour sensibiliser les personnes sur les droits, les devoirs et les potentialités en démocratie. Son travail a été récompensé par le prix UNESCO de l'éducation pour la paix.
Sa vie a été menacée à cause de certaines controverses sur les droits de l'homme. La dernière dictature en Argentine a limité la circulation de ses livres.
D'innombrables lecteurs admirent sa vision prophétique des tensions israélo-arabes au sein de l’Église catholique, l'autoritarisme et la résurgence du fondamentalisme ethnique et religieux.

## Reconnaissance
Marcos Aguinis, a reçu, entre autres, le Prix Planeta (Espagne), Fernando Jeno Award (Mexique), le Prix méritoire de la Culture de l'Académie des Arts et des Sciences de la Communication, le Prix national pour la sociologie, Sea Wolf Prize, National Book Award, l'Argentine Society of Honor Award écrivains, Pranavananda Swami Award, la Plaque d'argent annuel Agence EFE pour sa contribution au renforcement de la culture latino-américaine et de la langue, Esteban Prix Echeverría (Peuple libre), J. B. Alberdi Award (Centre hispano-américaine pour la recherche économique). Il a été nommé par la France Chevalier des Arts et des Lettres. Il a reçu le titre de Docteur Honoris Causa de l'Université de Tel Aviv (2002), de l'Université hébraïque de Jérusalem (2010) et de l'Université de San Luis (2000). En 1995, la Société des écrivains de l'Argentine lui a conféré le Grand Prix d'Honneur pour son travail.

## Œuvres

### Romans
- Refugiados: Crónica de un palestino (1969)
- La Cruz Invertida (1970)
- Cantata de los diablos (1972)
- La conspiración de los idiotas (1978)
- Profanación del amor (1978)
- La Gesta del Marrano (1991)
- La Matriz del Infierno (1997)
- Los Iluminados (2000)
- Asalto al Paraíso (2002)
- La Pasión según Carmela (2008)
- Liova Corre hacia el Poder (2011)
- La Furia de Evita (2013)
- Sabra, Solo Contra un Imperio (2014) avec Gustavo Perednik
- La Novela de mi Vida (2016)

### Nouvelles
- Operativo Siesta (1977)
- Y la Rama llena de Frutos (1986)
- Importancia por contacto (1986)
- Todos los Cuentos (1995)

### Biographies
- Maïmonide (1963)
- El Combate Perpetuo (1971)

### Essais
- Carta Esperanzada a un General (1983)
- El Valor de Escribir (1985)
- Un país de Novela (1988)
- Memorias de una Siembra (1990)
- Elogio de la culpa (1993)
- Nueva Carta Esperanzada a un General (1996)
- Diálogos sobre la Argentina y el fin del Milenio (1996)
- Nuevos Diálogos (1998)
- El Atroz Encanto de Ser Argentinos (2001)[7]
- El Cochero (2001)
- Las Dudas y las Certezas (2001)
- Las Redes del Odio (2003)
- ¿Qué Hacer? (2005)
- El Atroz Encanto de Ser Argentinos 2 (2007)
- ¡Pobre Patria Mía! (2009)
- El Elogio del Placer (2010)
- Incendio de Ideas (2017)